# 帚枝唐松草
帚枝唐松草（学名：Thalictrum virgatum）为毛茛科唐松草属下的一个种。

## 扩展阅读
- 維基物種上的相關：帚枝唐松草